# Bazyli Maksimczuk

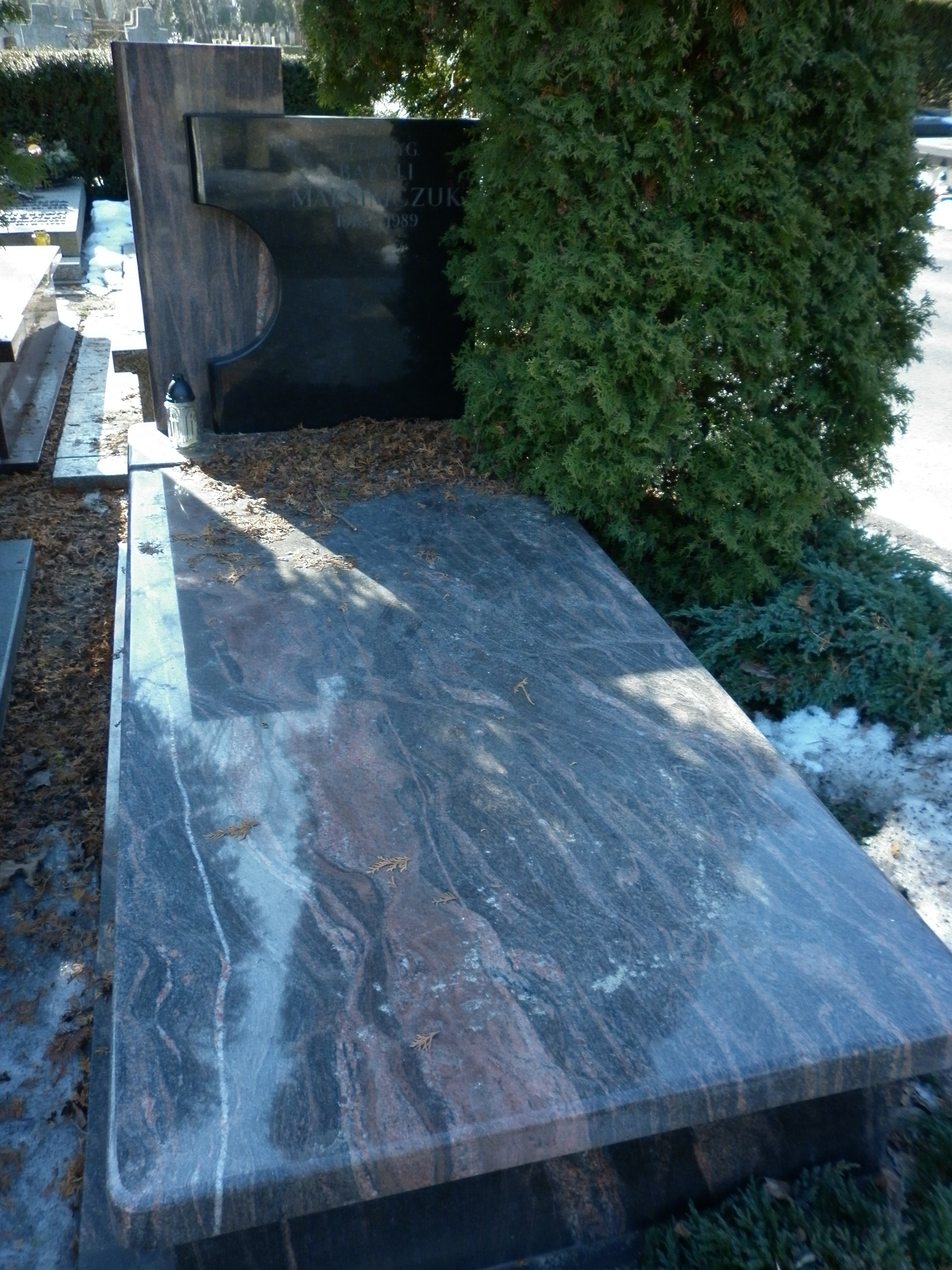
Grób Bazylego Maksimczuka na Cmentarzu Wojskowym na Powązkach

Bazyli Maksimczuk (ur. 7 stycznia 1910 w miejscowości Dołgienki, zm. 29 maja 1989 w Warszawie) – generał brygady Ludowego Wojska Polskiego w stanie spoczynku.

## Życiorys
Syn Andrzeja. Urodził się w rodzinie ukraińsko-polskiej. Do 1931 ukończył cztery klasy gimnazjum w Talnoje.

### Kariera wojskowa
Od 1932 służył w Armii Czerwonej. Był żołnierzem 8 pułku samochodowego w Tbilisi. Absolwent Szkoły Dowódców Plutonów Armii Czerwonej i kursów w Oficerskiej Szkole Piechoty w Saratowie. Od 1937 był dowódcą kompanii. W 1940 wstąpił do WKP (b). Od czerwca 1941 walczył na Froncie Zachodnim. W listopadzie 1941 został szefem sztabu 9 pułku zmechanizowanego 2 Dywizji Zmechanizowanej. W 1941 skończył kurs w Wyższej Pogranicznej Szkole Armii Czerwonej w Moskwie. W maju 1943 został szefem sztabu 908 pułku strzeleckiego 246 Dywizji Strzeleckiej, latem 1943 walczył pod Kurskiem, a na początku 1944 pod Czernihowem i Tarnopolem jako dowódca pułku. Od maja 1944 służył w stopniu podpułkownika w Wojsku Polskim jako dowódca 1 pułku piechoty. Pułkiem tym dowodził na szlaku bojowym od Bugu do Berlina. W kwietniu 1945 awansowany na pułkownika.
Po wojnie został dowódcą 9 Oddziału Wojsk Ochrony Pogranicza w Nowym Sączu. Na początku 1946 na krótko aresztowany pod zarzutem dopuszczenia do nadużyć w podległych jednostkach. Na początku 1947 roku został zwolniony ze służby w Wojskach Ochrony Pogranicza i na kilka miesięcy powrócił do ZSRR. W sierpniu 1947 roku zmienił obywatelstwo na polskie i wstąpił do Milicji Obywatelskiej. Od września 1948 do września 1949 komendant wojewódzki MO w Olsztynie, następnie zwolniony z MO.
Od 1 listopada 1949 roku do 16 września 1950 roku był słuchaczem kursu dowódców pułków w Wyższej Szkole Piechoty w Rembertowie. Po ukończeniu kursu został wyznaczony na stanowisko dowódcy 1 Praskiego pułku piechoty w Warszawie. Od lipca 1951 roku do sierpnia 1952 roku dowodził 21 Dywizją Piechoty w Lidzbarku Warmińskim.
Do 1957 roku, po zwolnieniu ze stanowiska, pracował w Ministerstwie Przemysłu Drzewnego. Od 1957 roku do maja 1959 roku był komendantem Wojskowego Ośrodka Szkolenia Ogólnego nr 3 przy Oficerskiej Szkole Łączności w Zegrzu. Później był oficerem do zadań specjalnych Zespołu Oficerów do Zadań Specjalnych Szefa Głównego Zarządu Politycznego WP. W grudniu 1969 roku został szefem Zespołu do Spraw Koordynacji Wojskowych Badań Ekonomicznych Sztabu Generalnego WP. W lutym 1970 roku został zwolniony, a następnie przeniesiony do rezerwy ze względu na zły stan zdrowia. W październiku 1980 roku został mianowany generałem brygady w stanie spoczynku. Nominację wręczył mu w Belwederze przewodniczący Rady Państwa prof. Henryk Jabłoński.
Został pochowany 5 czerwca 1989 roku na Cmentarzu Wojskowym na Powązkach w Warszawie (kwatera B4-7-25). W imieniu żołnierzy WP przemówienie pożegnalne wygłosił zastępca dowódcy Warszawskiego Okręgu Wojskowego ds. liniowych gen. bryg. Jerzy Słowiński.

## Ordery i odznaczenia
- Order Virtuti Militari V klasy (1945)
- Order Krzyża Grunwaldu III klasy (1945)
- Krzyż Komandorski Orderu Odrodzenia Polski (1968)
- Krzyż Oficerski Orderu Odrodzenia Polski (1945)
- Srebrny Medal „Zasłużonym na Polu Chwały”
- Medal „Za udział w walkach o Berlin” (1966)
- Medal 10-lecia Polski Ludowej
- Medal 30-lecia Polski Ludowej
- Medal 40-lecia Polski Ludowej
- Medal Zwycięstwa i Wolności 1945
- Srebrny Medal „Siły Zbrojne w Służbie Ojczyzny” (1958)
- Brązowy Medal Siły Zbrojne w Służbie Ojczyzny
- Brązowy Medal „Za zasługi dla obronności kraju” (1967)
- Medal im. Ludwika Waryńskiego (1987)[3]
- Srebrna odznaka honorowa „Za Zasługi dla Warszawy” (1960)[4]
- Order Czerwonego Sztandaru (ZSRR, 1943 i 1946)
- Order Wojny Ojczyźnianej I klasy (ZSRR, 1968)
- Order Wojny Ojczyźnianej I klasy (ZSRR, 1987)[5]
- Medal „Za zasługi bojowe” (ZSRR)
- Medal „Za wyzwolenie Warszawy” (ZSRR)
- Medal „Za zwycięstwo nad Niemcami w Wielkiej Wojnie Ojczyźnianej 1941–1945” (ZSRR)
- Medal jubileuszowy „Dwudziestolecia zwycięstwa w Wielkiej Wojnie Ojczyźnianej 1941–1945” (ZSRR)
- Medal jubileuszowy „Trzydziestolecia zwycięstwa w Wielkiej Wojnie Ojczyźnianej 1941–1945” (ZSRR, 1975)
- Medal jubileuszowy „Czterdziestolecia zwycięstwa w Wielkiej Wojnie Ojczyźnianej 1941–1945” (ZSRR, 1985)[6]
- Złoty Order Zasługi dla Ojczyzny (NRD, 1975)